# Benoît Vermander
Benoît Vermander, né en 1960, est un jésuite français, sinologue et politologue, professeur de sciences religieuses à la faculté de philosophie de l'université Fudan, à Shanghai,, où il est également directeur scientifique du « Centre Matteo-Ricci – Xu Guangqi sur le dialogue ». Il a été directeur de l’Institut Ricci de Taipei de 1996 à 2009 ainsi que directeur de rédaction de la revue en langue chinoise Renlai et du magazine électronique eRenlai.com l’un et l’autre publiés par l’Institut.
Il est consultant auprès du Conseil pontifical pour le dialogue interreligieux. Il est titulaire d’un doctorat en science politique de l’Institut d'études politiques de Paris, d’un doctorat en théologie des facultés jésuites de Paris (Centre Sèvres), d’un M.A et M. Phil en science politique de l’université Yale, et d’une maîtrise en théologie de l'université catholique Fu-Jen à Taïwan.
Ses travaux portent notamment sur les religions chinoises aujourd’hui et la théologie catholique chinoise, sur la minorité Yi dans le Sichuan, sur la place de la Chine dans la mondialisation, et sur la contribution des classiques et sagesses, notamment sous la forme des rituels agraires, à la construction contemporaine du vivre-ensemble. Sous son nom chinois (Wei Mingde, 魏明德), il a publié plusieurs livres en Chine et à Taïwan, une partie de ces essais étant traduits du français ou de l’anglais. Sous le nom d’artiste de Bendu (笨篤), il produit également une œuvre de peintre chinois et de calligraphe. Il dit être notamment inspiré dans sa pratique artistique par le poète chinois Du Fu.

## Le modèle de développement chinois et la mondialisation
Il a mis en lumière la relation systémique entre l’ascension chinoise et le processus de mondialisation (La Chine ou le temps retrouvé, les figures de la mondialisation et l’ascension chinoise, Academia-Bruyant, 2008; Chine verte ou Chine brune, les défis de l’État-parti, Presses de Sciences Po, 2007). Il a étendu cette recherche à l’étude des facteurs internes et externes expliquant les caractéristiques du modèle de responsabilité sociale des entreprises en Chine (Corporate Social Responsibility in China, World Scientific, 2014),.
Il a aussi étudié les effets de la mondialisation sur la société chinoise locale, notamment au travers du cas de la Préfecture autonome Yi de Liangshan, au sud-ouest du Sichuan (L’Enclos à moutons, Les Indes savantes, 2007). Cette étude locale est liée à un projet de développement conduit avec le professeur Stevan Harrell de l’université de Washington, et un groupe de chercheurs Yi.

## Religions et spiritualités chinoises
Plusieurs de ses publications étudient la transformation du paysage religieux chinois et la façon dont le christianisme contribue à cette transformation tout en étant lui-même affecté par la façon dont la Chine réévalue sa tradition propre (Shanghai Sacred, 2018; Le Christ Chinois, DDB, 1998; Les mandariniers de la rivière Huai, DDB, 2002; L’Empire sans milieu, DDB, 2010). Dans ce dernier livre et plusieurs articles, il analyse la façon dont le réveil religieux chinois s’accompagne d’une redéfinition de l’ethos religieux et des formes sociétales. Dans Shanghai Sacred, publié en collaboration avec Liz Hingley et Liang Zhang, il conjugue l’étude des religions chinoises contemporaines avec, d’une part, celle des conséquences culturelles du modèle chinois de globalisation, d’autre part celle des évolutions récentes de la « religion civile » chinoise. Sa recherche sur la généalogie et les expressions de la « religion civile » est poursuivie dans Versailles, la République et la Nation, ouvrage qui s’intéresse aux recompositions de la sacralité sociale dans une perspective comparée. Dans la même perspective il intervient fréquemment sur la question de la « sinisation » des religions,,.
Il s’intéresse dans le même temps à la dimension spirituelle de la philosophie chinoise antique et sur la façon dont sa réinterprétation peut enrichir la quête spirituelle contemporaine dans une perspective interreligieuse,. Son ouvrage « Comment lire les classiques chinois ? » montre l’unité organique du massif textuel des classiques chinois anciens, construite autour d’une appréhension réflexive de nos expériences corporelles, et trace la voie d’une lecture partagée des classiques autour desquels l’humanité se rencontre. Ses recherches autour du Daodejing et de ses lectures à travers l’histoire ont été caractérisées comme « un exercice de lecture attentive, une méditation interculturelle sur les écrits mystiques mais peut-être, surtout, un ouvrage de profonde théologie mystique ».

## Sagesses, classiques et rituels
Dans plusieurs contributions il a croisé l’étude des textes classiques et celle des rituels et des modes de gouvernance des sociétés locales, notamment en plusieurs contextes asiatiques, mettant à jour les « sagesses » que les pratiques de ces sociétés recèlent toujours,.Cette étude des entrecroisements des classiques, sagesses et rituels se focalise notamment sur celle des complexes civilisationnels formés autour des cultures céréalières,. Ainsi l'ouvrage L'Homme et le grain - Une histoire céréalière des civilisations - co-écrit avec le généticien des plantes, Alain Bonjean, retrace la longue histoire des interactions entre l’Homme et les céréales. Pour narrer toutes les facettes de cette aventure il mobilise les ressources des sciences de la vie et de la terre, d’un côté, et des sciences humaines et sociales, de l’autre, Il dévoile la diversité des espèces productrices de grain et celle des sociétés qui s’organisent autour de leur culture, depuis les premières tentatives de domestication jusqu’aux applications agronomiques les plus contemporaines de la génomique, depuis les gestes de partage qui scandent le quotidien jusqu’aux rituels agraires les plus élaborés.

## Distinctions
- Prix Corbay 2022, décerné par l’Académie des sciences morales et politiques pour L’Homme et le grain[26].
- Prix du meilleur essai de l’année 2021 décernée par la revue Dao, A Journal of Comparative Philosophy[27].
- Sélectionné en octobre 2014 comme l’une des cinquante personnalités les plus influentes dans les relations franco-chinoises des cinquante dernières années[28].
- Chevalier des Palmes académiques.
- Prix Auguste-Pavie 2013 décerné par l'Académie des sciences d'outre-mer pour Les Jésuites et la Chine[29].
- Prix Albert-Thibaudet 2011 décerné par l’Association française de relations internationales (AFRI) pour L’Empire sans milieu.

## Publications
Cette section contient une liste non exhaustive de ses œuvres écrites.
- Violence et Politique, Hsinchuang, FuJen University Press, 1995 (en chinois).
- Veilleur de Jour, peintures de Li Jinyuan, texte et poèmes de Benoît Vermander, c.361, 1996.
- Le Christ chinois, héritages et espérance (sous la direction de Benoît Vermander), Paris, Desclée de Brouwer, 1998, 256 p.
- Cœur du ciel, Cœur de l’homme (édité par by Fuxing, D., Shen, V., Vermander, B.). Taipei, Li-hsü, 1999 (en chinois).
- Conflict et Réconciliation: Culture de la Paix à Taiwan, Taipei, Li-hsü, 2000 (en chinois).
- Les Mandariniers de la rivière Huai, le réveil religieux de la Chine, Desclée de Brouwer, 2002.
- Le Dieu partagé, sur la route de François Xavier, Supplément Vie Chrétienne, n.478, 2002.
- Creeds, Rites and Videotapes, narrating religious experience in East Asia, Taipei Ricci Institute, 2004 (sous la direction d’Elise Anne DeVido et Benoît Vermander).
- La Chine en quête de ses frontières, la confrontation Chine Taiwan, Paris, Presses de Sciences Po, 2005 (en collaboration avec Jean-Pierre Cabestan).
- Chine verte ou Chine brune, les défis de l’État-parti, Presses de Sciences Po, 2007.
- Sagesse chinoise et méditation chrétienne, Arsis, 2007
- L’enclos à moutons, un village nuosu au sud-ouest de la Chine, Les Indes savantes, 2007.
- La Chine ou le temps retrouvé, les figures de la mondialisation et l’ascension chinoise, Academia-Bruyant, 2008.
- Shamanism and Christianity: Religious Encounter among Indigenous Peoples of East Asia, Taipei Ricci Institute, Taipei, Taiwan 2008 (sous la direction d’Olivier Lardinois et Benoît Vermander).
- L'Empire sans milieu, essai sur la 'sortie de la religion' en Chine, DDB, Paris, 2010.
- A taire et à planter, recueil de poèmes, DDB, Paris, 2010.
- Les Jésuites et la Chine, Bruxelles, Lessius, 2012.
- Le dialogue comme un jeu (duihua ru youxi), Beijing, Beijing Commercial Press, 2012 (en chinois).
- Anthologie sur la religion romaine antique (gu luoma zongjiao duben), avec Yaling Wu, Beijing, Beijing Commercial Pres, 2012 (en chinois).
- Corporate Social Responsibility in China: A Vision, an Assessment and a Blueprint, World Scientific, Singapore, 2014 (traduction chinoise : Shanghai, Presses de l’université Jiaotong, 2014).
- Culture et Spiritualité (wenhua yu lingxing, en Chinois) (édité en collaboration avec Claire Shen Xiuzhen), Shanghai, Zhongxi shuju, 2016.
- Danser sur le pont, rencontres et dialogue interculturels (wu zai qiao shang, kuawenhua xingyu yu duihua, en Chinois), (en collaboration avec Lu Jin), Beijing, Peking University Press, 2016.
- Chose Promise, poème. Paris, Orients Editions, 2016
- Shanghai Sacred. The religious landscape of a global city (with Liz Hingley and Liang Zhang), Seattle University of Washington Press, 2018.
- Versailles, la République et la Nation, Les Belles Lettres, 2018.
- Que cette demeure est donc précaire ! De Chine, penser en pandémie. Paris, Lessius, 2020.  (ISBN 978-2872993970)
- 《詮釋三角。漢學、比較經學與跨文化神學的形成與互動》[The Hermeneutical Triangle: The Formation and Interaction of Sinology, Comparative Classics and Cross-cultural Theology] 謝華、沈秀臻、魯進、陳文飛 譯。 台北： 台北利氏學社， 2021 (ISBN：978-957-29848-8-8), 367 p. Edition Chine continentale : 诠释三角：汉学、比较经学与跨文化神学的形成与互动; Fudan University Press, 2022.  (ISBN 978-7-309-15978-3)
- L’Homme et le grain. Une histoire céréalière des civilisations, Alain Bonjean et Benoît Vermander, Paris, Les Belles Lettres, 2021.  (ISBN 978-2-251-45235-7)
- Comment lire les classiques chinois ? Paris, Les Belles Lettres, 2022,  (ISBN 9782251453118)
- Les Exercices Spirituels d’Ignace de Loyola. Une version contemporaine. Paris : Editions Jésuites, 2022  (ISBN 978-2-494374-01-0)
- Le pouvoir du rituel. Nouvelles perspectives en anthropologie sociale. Shanghai, Zhongxi shuju, 2023 (en chinois) 《礼仪之力：社会人类学的新视角》 (ISBN 978-7-5475-2088-8)
- The Encounter of Chinese and Western Philosophies. A Critique. De Gruyter, published: September 5, 2023  (ISBN 9783110799118) Open access
- Sur le roc : les Exercices spirituels et la transformation de l'existence chrétienne (建在磐石上：《神操》與基督徒生活的轉變) Taipei, Manna Culture, 2023  (ISBN 9786269727117)
- Textual Patterns and Cosmic Designs in Early China, Routledge, May 2024.  (ISBN 9781032735467)
- 人文与领导力  Humanities and Leadership / Humanités et leadership, Li Shuang 李爽, B. Vermander (eds), Shanghai, Shanghai Commercial Press, 2024  (ISBN 978-7-100-23955-4).
- Empty Yet Inexhaustible (Reading the Daodejing with Others). Nagoya, Chisokudo, 2024  (ISBN 979-8302592507)

## Bendu
Bendu (笨篤) est le nom d’artiste de Benoît Vermander. Il a notamment étudié sous la direction du peintre sichuanais Li Jinyuan (李金遠). En duo avec ce dernier, il a exposé au Réfectoire des Jacobins (Toulouse, 1996), au Parlement européen (Strasbourg, 1996), à la Galerie nationale (Pékin, 1997), à la Galerie du Sichuan (Chengdu, 1997). Il a tenu des expositions solo à l’Université Fu Jen (Taipei, 1993), l’université de San Francisco (1999), à l’Institut français de Taipei (2002), à l’Académie de peinture et Calligraphie de Chengdu (2002), au Centre Beida (Tainan, 2004), au Centre Kwanghua (Hong Kong, 2005), à la Fondation Tibéto-Mongole (Taipei, 2008), à la Galerie Sunbow de Shanghai (2008) ainsi qu'à la "Open Space Gallery" (Shanghai, 2017), l’Ancienne Banque de France à Lens (2019), le Centre Sèvres à Paris, "ICICLE Space" à Shanghai (2022) et à Paris (2024),,, le jardin botanique de Shanghai (2025), le Musée d'art de l'Université Fudan (2025), la galerie SoArt (Shanghai M50, 2025), entre autres lieux. En janvier 2023, ses peintures sont exposées à l’ouverture de la librairie-galerie "Book Maoxiang" à Suzhou. Ses œuvres ainsi que ses poèmes ont également été au centre d'une série d'événements artistiques organisés au Parc Hangzhou pendant l'automne 2023. Le Musée d’art de Fudan a commandé un rouleau de 40 mètres de long et 2m50 de haut pour son ouverture en mai 2025, « Le trou noir de l'inconscient »,,.
Il a publié plusieurs recueils de poèmes et peintures, à Taïwan et en Chine.
Son art se caractérise par l’usage de traits calligraphiques audacieux, l’influence des paysages et des motifs des ethnies tibéto-birmanes du sud-ouest de la Chine, le métissage des traditions et des techniques.

### Œuvres et expositions
- Chuangsheji (Genèse), Faculté de théologie de Fu Jen, 1995.
- Tianlu licheng (Le voyage du pèlerin), en collaboration avec Li Jinyuan, Presses artistiques du Sichuan, 1997.
- Les deux nuits de Jacob (recueil de poèmes et peintures, français-chinois), Taipei Ricci Institute, 2002.
- Youmu jiyi (Mémoire Nomade), Taipei, Renlai, 2008.
- Senlin zhong de banmangren (Half-Blind in the Forest), recueil chinois-anglais, Shanghai, Sunbow Gallery, 2008.
- Taiwan’s Color Code (photos albums, bilingual Chinese-English), Shanghai, AZ Cultural Enterprise, 2010.
- Seeing the Mountain, Drawing the City (avec Liang Zhun), Shanghai, Xuhui Art Museum, 2014.
- Light in the Night. A Dialogue on Art, Philosophy and life between Li Shuang and Benoît Vermander, Shanghai, Shanghai Literature and Art Press, 2019.
- The Art of Observing Water / 观水有术. Shanghai, ICICLE Space, 2022.
- The West Lake Script : the Usefulness of the Uselessness  (Le scénario du Lac de l’Ouest : l’utilité de l'inutile), Hangzhou, ArtSpace, août-septembre 2023.
- L'Attrait du trait, Paris, espace culturel ICICLE, janvier-février 2024.
- Point de stèles sur la mer, Shanghai, université de Fudan, avril 2024.
- 生生之道  Natura Naturans, Suzhou, Jilin Lake Museum, octobre à décembre 2024[44].
- 一道更远的光线 Une lumière venue de plus loin, Chengdu, Musée Chengyuan, mars à avril 2025[45]
- 柔之胜刚 The Soft Overcomes the Hard, jardin botanique de Shanghai, avril à juin 2025[46]
- Translating / Interpreting, SoArt Gallery, M50, Shanghai, June-August 2025.